# 일엽초

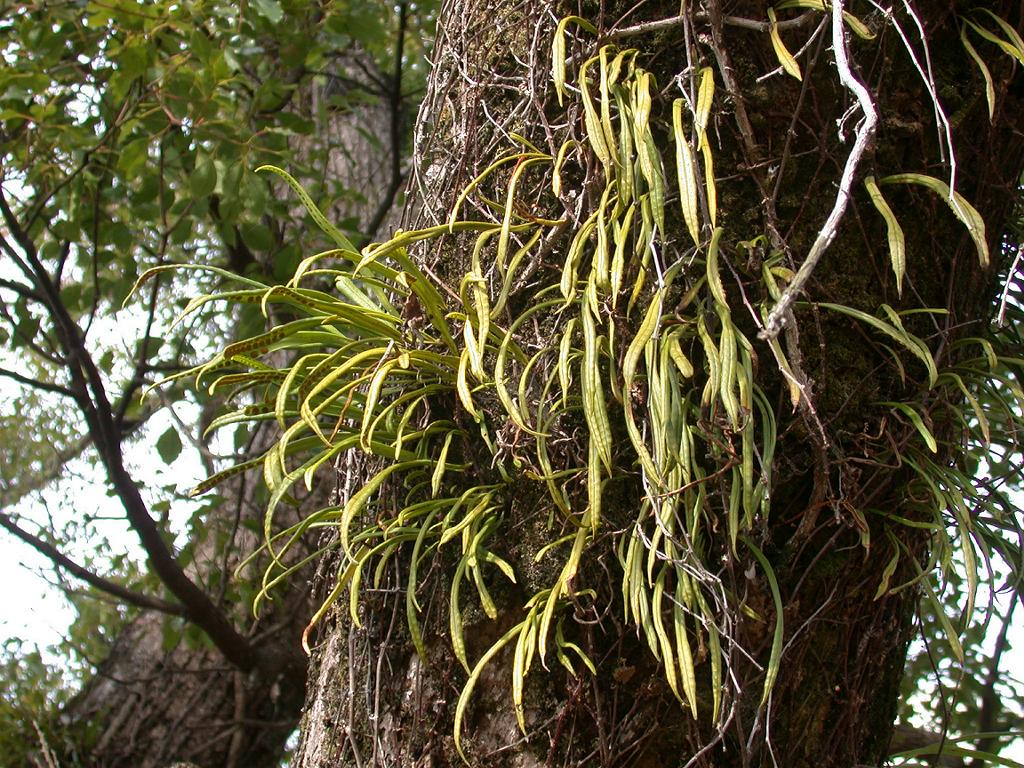

일엽초(Lepisorus thunbergianus)는 고란초과에 속하는 여러해살이풀이다. 한국·일본·중국·필리핀·인도차이나 등 동아시아 지역의 온대에 분포한다. 바위 겉과 늙은나무의 나무껍질에 붙어서 자란다. 뿌리줄기가 옆으로 뻗으며 잎이 무더기로 나온다. 뿌리줄기는 비늘조각으로 덮여 있다. 잎은 선형이고 가장자리가 밋밋하며 양 끝이 좁다. 표면은 짙은 녹색이며 잔구멍으로 된 점이 있고, 뒷면은 연한 녹색이며 잎맥이 도드라져 있다. 포장낭군은 둥글고 포막이 없으며, 중륵 양쪽에 1줄씩 달리고 황색이 돈다.